# Bulinus senegalensis
Bulinus senegalensis е вид коремоного от семейство Planorbidae. Видът не е застрашен от изчезване.

## Разпространение
Разпространен е в Бенин, Буркина Фасо, Гамбия, Гана, Гвинея, Камерун, Кот д'Ивоар, Мавритания, Мали, Нигер, Нигерия, Сенегал, Того и Чад.